# بمبی بیت و من
بُمبی بیت و من (سوئدی: Bombi Bitt och jag) یک مجموعۀ تلویزیونی درام سوئدی است که در سال ۱۹۶۸ منتشر شد. این سریال نخستین فعالیت هنری استلان اسکاشگورد بود که در آن هنگام ۱۷ سال داشت.

## بازیگران
- استلان اسکاشگورد
- اوکه فریدل
- اوکه گرونبری
- مارگارتا کروک
- گئورگ ارلین
- گودرون بروست
- آکسل دوبرگ
- سیگه فوشت
- توئیوو پاولو
- بنگت ایکروت
- تور ایسدال
- آرنه رَگنِـبورن
- بیورن گوستافسون
- فریتیوف بیلکوئیست
- فریتیوف نیلسون پیراتن
- والسو هولم